# Henry Jedberg
Henry Helge Alfred Jedberg, född 19 augusti 1904 i Söderhamn, död 6 mars 1984 i Mikaels församling, Örebro, var en svensk läkare.
Jedberg blev medicine licentiat vid Uppsala universitet 1932 och medicine doktor vid Lunds universitet 1951 på avhandlingen A study on genital tuberculosis in women. Han var underläkare på olika sjukhus 1932–45, biträdande överläkare vid kvinnokliniken på Malmö allmänna sjukhus 1945–50, tf. lasarettsläkare vid Östersunds lasarett 1950 och överläkare vid kvinnokliniken på Regionsjukhuset i Örebro 1951–70. Han var sekreterare i Svenska gynekologförbundet 1955–57. Han författade skrifter i obstetrik, gynekologi, kirurgi och ortopedi.